# Wolfgang Lücke (Ökonom)
Wolfgang Lücke (* 15. September 1926 in Wunstorf; † 22. Juli 2021 in Göttingen) war ein deutscher Wirtschaftswissenschaftler und Hochschullehrer.

## Ausbildung und Wirken
Als Sohn eines Kaufmanns studierte Wolfgang Lücke an der TH Hannover und der Universität Frankfurt am Main Betriebswirtschaftslehre und schloss sein Studium 1951 als Diplom-Kaufmann ab. Es folgten bis 1955 ein Promotionsstudium und eine Assistenzzeit an der Universität Köln bei Erich Gutenberg, 1953 wurde er in Köln zum Dr. rer. pol. promoviert. 1955 schlug Wolfgang Lücke das Preinreich-Lücke-Theorem vor, das die Identität des Kapitelwertes der Gewinne und des Kapitalwertes der Zahlungsüberschüsse als Alternative zur Cash-Flow-Rechnung postuliert, was damit Einzug in die deutsche Wirtschaftswissenschaft hielt. Danach folgte ab 1955 eine kurze Praxiszeit als Vorstandsassistent bei der Eisenhütte Westfalia in Wethmar bei Lünen.
„Aus dieser Praxistätigkeit heraus“ entstand 1958 die Habilitation in Saarbrücken und begann Wolfgang Lückes Karriere als Hochschullehrer, zunächst als Privatdozent an der Universität des Saarlandes. 1960 wurde er als Ordinarius an die Hochschule für Sozialwissenschaften Wilhelmshaven berufen. Dort erreichten ihn „ehrenvolle Rufe nach Bonn, Hamburg und Mannheim“ sowie nach Göttingen, wobei er sich für den Ruf an die Georg-August-Universität Göttingen entschied. Ab 1962 bis zu seiner Emeritierung 1994 war Wolfgang Lücke in Göttingen Professor für Betriebswirtschaftslehre an der Abteilung Industrielles Management und Vorstand des Instituts für Betriebswirtschaftliche Produktions- und Investitionsforschung, welches aus dem Seminar für betriebswirtschaftliche Produktionsforschung hervorging. Zu seinen Schülern zählen u. a. die Logistik-Wissenschaftler Jürgen Bloech und Gösta B. Ihde. 1967 und 1982 nahm Lücke Gastprofessuren in Japan an der Keiō-Universität und an der Universität Kōbe wahr. Nach seiner Emeritierung verwaltete Wolfgang Lücke seine ehemalige Professur bis 1996.
Nebenberuflich hatte Wolfgang Lücke mehrere Ämter und Funktionen inne: Bereits 1967 war er zum Steuerberater ernannt worden. Lücke war von 1977 bis 2018 Studienleiter der Verwaltungs- und Wirtschafts-Akademie Göttingen (VWA) und bis zu seinem Tod deren Ehrenvorsitzender. 1995 war Lücke Gründungspräsident der Privaten Fachhochschule Göttingen (PFH) und bis zu seinem Tod deren Ehrenpräsident.
Wolfgang Lücke engagierte sich besonders für seinen Lebensmittelpunkt Göttingen. Er setzte sich für den Ausbau des Wissenschaftsstandorts Göttingen ein. Bedeutend war sein auch gutachterliches Engagement zum Verlauf der ICE-Schnellfahrstrecke in Südniedersachsen und den dann realisierten ICE-Halt im Hauptbahnhof Göttingen. Ebenso setzte er sich für den Erhalt und Ausbau der Lokhalle Göttingen im Rahmen des „Forums für Wissenschaft und Technik“ ein. Für dieses Engagement wurde ihm 2013 die Ehrenmedaille der Stadt Göttingen verliehen.

## Ehrungen
- 1992: Ehrendoktorwürde (Dr. h. c.) der Universität Lüneburg[8]
- 1994: Gerlach-Adolph-von-Münchhausen-Medaille der Universität Göttingen[9]
- 2013: Ehrenmedaille der Stadt Göttingen[10][11]

## Schriften (Auswahl)
- Investitionsrechnung auf der Basis von Ausgaben oder Kosten? In: Zeitschrift für handelswissenschaftliche Forschung/N.F., Jg. 7, 1955, S. 310–324, ISSN 1619-6147.
- Finanzplanung und Finanzkontrolle in der Industrie. Betriebswirtschaftlicher Verlag Dr. Th. Gabler, Wiesbaden 1965. ISBN 978-3-663-00530-8 (Ursprünglich Habilitationsschrift an der Universität des Saarlands unter dem Titel: "Grundlagen der Finanzplanung und Finanzkontrolle in Industrieunternehmungen")[12]
- Arbeitsleistung und Arbeitsentlohnung. Gabler Verlag, Wiesbaden 1988, ISBN 978-3-322-85378-3 (E-Book).
- Strategische Netzwerke in Japan und strategische Allianzen mit japanischen Partnern, in: Wachstumsregion Asien-Pazifik. Chancen, Risiken, Rahmenbedingungen. Hrsg. Bernt R. A. Sierke, Karin Dietz, Gabler Verlag, Wiesbaden 1997, ISBN 978-3-663-07780-0, S. 99–112. (Abschrift auf link.springer.com, abgerufen am 1. August 2021; Digitalisat auf readcube.com, abgerufen am 1. August 2021) – Der Beitrag enthält auf der ersten Seite in einer langen Fußnote autobiographische Hinweise.

- Wachstumskurven in der Betriebswirtschaftslehre. Zur Theorie des Unternehmenswachstums. Sierke Verlag, Göttingen 2018, ISBN 978-3-86844-958-7. (Printausgabe).